# Öxeryd
Öxeryd – miejscowość (tätort) w Szwecji, w regionie administracyjnym (län) Västra Götaland, w gminie Lerum.
Według danych Szwedzkiego Urzędu Statystycznego liczba ludności wyniosła: 544 (31 grudnia 2015), 625 (31 grudnia 2018) i 624 (31 grudnia 2019).